# Scopula nigroapicata
Scopula nigroapicata là một loài bướm đêm trong họ Geometridae.